# Bürgermeisterei Ringhuscheid
Die Bürgermeisterei Ringhuscheid war eine von ursprünglich 29 preußischen Bürgermeistereien, in die sich der 1816 neu gebildete Kreis Prüm im Regierungsbezirk Trier verwaltungsmäßig gliederte. Von 1822 an gehörte der Regierungsbezirk Trier, damit auch die Bürgermeisterei Ringhuscheid, zu der in dem Jahr neu gebildeten Rheinprovinz. Der Verwaltung der Bürgermeisterei unterstanden acht Gemeinden. Der Verwaltungssitz war in der Gemeinde Ringhuscheid, welche seit 1973 ein Ortsteil der heutigen Ortsgemeinde Krautscheid im Eifelkreis Bitburg-Prüm in Rheinland-Pfalz ist.
Die Bürgermeisterei ging 1854 in der Bürgermeisterei Waxweiler auf.

## Gemeinden und zugehörige Ortschaften
Zur Bürgermeisterei Ringhuscheid gehörten folgende Gemeinden (Stand 1843):
- Bellscheid (40 Einwohner; seit 1973 ein Ortsteil von Krautscheid)
- Hölzchen (52; seit 1971 Ortsteil von Arzfeld)
- Krautscheid (106)
- Mauel (141) mit dem Weiler Watznach  (12) und dem Hof Urmauel (11)
- Merkeshausen (21; seit 1994 Ortsteil von Oberpierscheid)
- Niederpierscheid (116) mit der Niederpierscheider Mühle (8) und der Zaums Mühle (2)
- Oberpierscheid (126) mit dem Dorf Philippsweiler (162) und den Weilern Dehnseifen (22), Luppertsseifen (19) und Röllersdorf (56)
- Ringhuscheid (182; seit 1973 ein Ortsteil von Krautscheid)

Insgesamt lebten im Bürgermeistereibezirk 1.079 Menschen in 170 Wohnhäusern. Bis auf einen waren alle Einwohner katholisch. Es gab in Ringhuscheid eine Kirche; in Krautscheid, Hölzchen und Oberpierscheid jeweils eine Kapelle und in Ringhuscheid und in Philippsweiler jeweils eine Schule (Stand 1843).

## Geschichte
Alle Ortschaften im Verwaltungsbezirk der Bürgermeisterei gehörten vor 1794 zur Herrschaft Neuerburg, die Teil des Quartiers Vianden im Herzogtum Luxemburg war. Im Jahr 1794 hatten französische Revolutionstruppen die Österreichischen Niederlande, zu denen das Herzogtum Luxemburg gehörte, besetzt und im Oktober 1795 annektiert. Unter der französischen Verwaltung gehörte das Gebiet zum Kanton Arzfeld, der verwaltungsmäßig dem Arrondissement Bitburg im Departement Wälder zugeordnet war.
Aufgrund der Beschlüsse auf dem Wiener Kongress wurde 1815 das vormals luxemburgische Gebiet östlich der Sauer und der Our dem Königreich Preußen zugesprochen. Unter der preußischen Verwaltung wurden im Jahr 1816 Regierungsbezirke und Kreise neu gebildet, linksrheinisch behielt Preußen in der Regel die Verwaltungsbezirke der französischen Mairies vorerst bei. Die Bürgermeisterei Ringhuscheid entsprach insoweit der vorherigen Mairie Ringhuscheid. Die Bürgermeisterei Ringhuscheid wurde dem Kreis Prüm im Regierungsbezirk Trier zugeordnet.
Die Bürgermeisterei ging 1854 in der Bürgermeisterei Waxweiler auf.
Alle Ortschaften gehören heute verwaltungsmäßig zur Verbandsgemeinde Arzfeld im Eifelkreis Bitburg-Prüm in Rheinland-Pfalz.